# کاله کیسکینن
کاله کیسکینن (فنلاندی: Kalle Kiiskinen؛ زادهٔ ۶ سپتامبر ۱۹۷۵) ورزشکار کرلینگ اهل فنلاند است.